# Calar Alto
Calar Alto é a montanha mais alta da Serra de Los Filabres, com 2.168 metros de altitude, localizada na província de Almeria, Espanha. O ponto localizado no topo das coordenadas 37° 13′ 17,75961″ N, 2° 32′ 55,3583″ O dentro do município de Gérgal está localizado a uma altitude de 2167,865 metros acima do nível médio do mar.
Esta montanha abriga o Observatório de Calar Alto um observatório astronômico Hispano-alemão, que se beneficia de dois aspectos do clima do ambiente seco região, que reduz as restrições que o vapor de água atmosférico se soma às características de transmissão através da atmosfera, e ao baixo número de noites nubladas melhora a eficiência das observações durante o ano.

## Acesso
O acesso ao topo mais habitual se realiza a partir da localidade de Abla pela Nacional 324, tomando uma volta à esquerda no quilômetro 214 em direção a uma estrada de 31 km de comprimento para chegar ao observatório.